# Mistrzostwa Świata w Łucznictwie 1969
25. Mistrzostwa Świata w Łucznictwie odbyły się 11–20 sierpnia 1969 w Valley Forge w USA. Organizatorem była Międzynarodowa Federacja Łucznicza.
Polska wywalczyła jeden medale. Brąz zdobyła drużyna kobiet w składzie Hanna Brzezińska, Maria Mączyńska, Irena Ulatowska.

## Medaliści

### Strzelanie z łuku klasycznego
| Konkurencja            | Złoto                                                       | Srebro                                                           | Brąz                                                          |
| Indywidualnie kobiet   | Dorothy Lidstone                                            | Doreen Wilber                                                    | Nina Kozina                                                   |
| Indywidualnie mężczyzn | Hardy Ward                                                  | John Williams                                                    | Graeme Telford                                                |
| Drużynowo kobiet       | ZSRR · Nina Kozina · Emma Gapczenko · Tatiana Obrazcowa     | Kanada · Dorothy Lidstone · Virginia Parkhurst · Carol Armstrong | Polska · Hanna Brzezińska · Maria Mączyńska · Irena Ulatowska |
| Drużynowo mężczyzn     | Stany Zjednoczone · Hardy Ward · John Williams · Ray Rogers | Dania · Arne Jacobsen · Herluf Andersen · Leif Skovgaard         | Wielka Brytania · Ian Dixon · Roy Matthews · G. Sykes         |

## Klasyfikacja medalowa
| Lp. | Państwo           | Złoto | Srebro | Brąz | Razem |
| 1.  | Stany Zjednoczone | 2     | 2      | 0    | 4     |
| 2.  | Kanada            | 1     | 1      | 0    | 2     |
| 3.  | ZSRR              | 1     | 0      | 1    | 2     |
| 4.  | Dania             | 0     | 1      | 0    | 1     |
| 5.  | Australia         | 0     | 0      | 1    | 1     |
| 5.  | Polska            | 0     | 0      | 1    | 1     |
| 5.  | Wielka Brytania   | 0     | 0      | 1    | 1     |